# 杨思涛
杨思涛（1964年—），男，汉族，广东大埔人，中华人民共和国政治人物。在职研究生学历，复旦大学历史学博士学位，高级经济师。

## 学历
1964年11月（一说7月）出生于福建福州。籍贯广东大埔。1982年至1985年，在广东石化高等专科学校轮机管理专业学习。1989年9月至1992年7月，在湛江水产学院夜校大学应用电子技术专业学习。1996年4月至1998年3月，在中国社会科学院研究生院企业管理专业硕士研究生班学习，获硕士学位。2005年2月至2008年1月，在复旦大学历史学系专门史专业全日制博士研究生班学习，获历史学博士学位。研究方向为中外现代化进程研究。博士论文题名《走向生态现代化：海南现代化路径选择历史过程研究》。导师为姜义华。

## 工作经历
1985年8月参加工作，任中国海洋石油有限公司南海西部公司通讯发讯台责任技术员、电源站站长。1989年6月加入中国共产党。1990年11月至1993年5月，任同公司通讯发讯台副台长兼工会主席。1993年5月至1995年7月，任通讯发讯台台长兼党支部书记。1995年7月至1999年6月，任同公司副处级干部，海南省保亭黎族苗族自治县挂职副县长（副处级）。1999年6月升为正处级干部。2000年11月至2004年12月，历任海南省澄迈县人民政府副县长、中共县委常委、县委副书记，兼老城开发区工委书记、管委会主任。2004年12月至2006年2月，任海南省澄迈县委副书记，县人民政府县长兼老城开发区工委书记、管委会主任。2006年2月至2008年5月，任海南省澄迈县委副书记、县人民政府县长。2008年5月至2017年5月，任中共澄迈县委书记。期间于2009年8月晋升为副厅级，2012年8月晋升为正厅级干部。
2017年5月至2017年6月，任海南省农垦投资控股集团有限公司党委书记。2017年6月，开始担任海南省农垦投资控股集团有限公司党委书记、董事长。

## 落马
2019年4月，杨思涛涉嫌严重违纪违法，接受海南省纪委监委纪律审查和监察调查。
2019年11月18日，海南省第一中级人民法院立案审理杨思涛（正厅级）涉嫌受贿罪、滥用职权罪一案。他在职期间非法收受贿赂共计人民币33827.73849万元（其中收受23699.7458万元未遂），致使国家经济损失人民币1234.151万元。
2020年7月23日，杨思涛遭到开除党籍、开除公职处分。

## 出版专著
- 杨思涛.  第一版. 北京: 中共中央党校出版社. 2008年. ISBN 9787503540271.